# مجنحة هوف
مجنحة هوف هي جنس منقرض من الإكصورات تم التعرف على أحافيره في ألمانيا واللوكسمبورغ وسومرست في المملكة المتحدة.